# Ivoire (roman)
Pour les articles homonymes, voir Ivoire (homonymie).
Ivoire (titre original : Ivory) est un roman de science-fiction de l'auteur américain Mike Resnick publié en 1988.
En 6303 de l'Ère Galactique, Duncan Rojas, un homme solitaire et opiniâtre, responsable de la recherche et de l'authentification des trophées pour les « Annales du gros gibier » de la société Wilford Braxton est contacté par un certain Buboka Mandaka qui se présente comme le dernier des Masaïs. Il propose à Duncan Rojas de retrouver les défenses du grand éléphant du Kilimandjaro dont la trace a été perdue 3 000 ans plus tôt, affirmant que ces défenses sont les seules à pouvoir sauver sa race. Piqué de curiosité, Duncan Rojas accepte d'entreprendre les recherches.

## Présentation de l'œuvre
Ivoire. Une légende du passé et du futur est un roman de science-fiction de l'auteur américain Mike Resnick paru aux États-Unis en 1988 et en France en 1991. 
Le récit se divise en douze chapitres qui sont quasiment autant de nouvelles autonomes. Chaque chapitre débute par l'évocation de l'esprit du grand éléphant du Kilimandjaro, se poursuit par le récit d'un des nombreux propriétaires des défenses du grand éléphant et se conclut par un « Interlude » qui fait un point sur l'enquête menée par le personnage principal, Duncan Rojas, pour retrouver l'ivoire.
La fin du roman (la mort rituelle du dernier des Masaïs sur les flancs du Kilimandjaro) n'est pas sans rappeler la fin d'un autre roman africain de Mike Resnick, Kirinyaga, dans lequel le héros part avec un grand éléphant sur les flancs du Mont Kirinyaga pour y finir ses jours en restant fidèle à ses traditions.

## Origine du thème du roman
Mike Resnick s'inspire pour son roman d'un objet historique réel : les défenses d'un éléphant tué en 1898 au Kenya dans des circonstances mystérieuses. La défense gauche de cet éléphant, appelé dans le roman « Ahmed de Marsabit », pesait 102 kg et la défense droite 97 kg. D'après l'auteur, elles figurent dans les « Annales du gros gibier » de Rowland Ward et sont conservées dans les sous-sols du British Museum of Natural History. La légende de ces imposantes défenses est relatée dans les mémoires de chasseurs célèbres comme Karajomo Bell, Denis D. Lyell, T. Murray Smith et le commandant David Enderby Blunt.

## Résumé
En 6303 de l'Ère Galactique, Duncan Rojas, un homme solitaire et opiniâtre, responsable de la recherche et de l'authentification des trophées pour les « Annales du gros gibier » de la société Wilford Braxton est contacté par Buboka Mandaka qui se présente comme le dernier des Masaïs. Ce dernier propose à Duncan Rojas de retrouver les défenses du grand éléphant du Kilimandjaro dont la trace a été perdue 3 000 ans plus tôt. Aidé de son puissant ordinateur, Duncan Rojas retrouve la trace de plusieurs propriétaires successifs de l'ivoire. En 3042 de l'Ère Galactique, Tembo Laïbon les perd lors d'une partie de poker tendue. En 4375 E. G., l'archéologue Euphrates Pym entre en possession des défenses grâce aux manigances de l'un de ses collègues, Boris Jablonski, qui voulait discréditer ses recherches en exo-archéologie. En 5521 E.G., après avoir organisé une embuscade pour voler de l'or, Gengis Marcus Alexandre Augustus Rex est trahi et tué par son fils Justin, lui-même assassiné par un Vole-de-Nuit, un extra-terrestre qui est convaincu que l'ivoire confère l'invincibilité à son propriétaire. En 5730 E.G., les défenses se trouvent toujours sur Winox IV, la planète des Vole-de-Nuit. Tahiti Benoit, voleuse professionnelle, est chargée par Leeyo Nelion de dérober les précieuses défenses. Leeyo Nelion meurt avant d'avoir pu entrer en possession de l'ivoire. 
Après cette date, Duncan Rojas perd la trace des défenses et commence à s'intéresser à leur passé. En 2057 de l'ère chrétienne, les défenses du grand éléphant du Kilimandjaro qui sont entreposées au British Museum de Londres se retrouvent au centre du grave polémique en pleines élections au Kenya. Pour éviter le scandale, Jacob Thiku, le président sortant, fait rapatrier les défenses et gagne les élections contre John Edward Kimathi qui avait lancé la polémique. En l'an 16 de l'Ère Galactique, sur la planète-colonie du Nouveau-Kenya, les difficultés économiques conduisent le gouvernement à vendre une grande partie des collections du musée kényan. Joshua Kijano essaie de convaincre Esther Kamau d'accepter la décision du gouvernement. Lorsque la conservatrice essaie de s'opposer à la vente des défenses du grand éléphant du Kilimandjaro à Grégory Rousseau, un riche collectionneur gouverneur de Dedalus II, mais sans succès. Duncan Rojas retrouve quelques documents sur les circonstances de la mort du grand éléphant. Toujours curieux de retrouver le passé de l'animal, l'ordinateur apprend à Duncan Rojas qu'en 1885 de l'ère chrétienne, à la suite d'un pari, le chasseur américain Hannibal Sloane part sur les traces du grand éléphant et réussit à le blesser avant de mourir piétiné par l'animal. Dans un passé plus proche de lui, Duncan Rojas retrouve les traces des défenses en 882 de l'Ére Galactique. 
À cette époque, Amin Rashid XIV, le roi musulman de la planète Alpha Bednari IV décide d'envoyer ses troupes attaquer la planète Plantagenêt II pour y récupérer les deux défenses. Certains soucis physiologiques empêchent le roi d'honorer les femmes de son harem de manière satisfaisante et le monarque pense que seul l'ivoire de ces deux défenses peut lui rendre sa virilité. Mais par une abominable ironie du sort, le Roi, pressé de prendre possession de l'ivoire, s'expose aux gaz toxiques diffusés par ses troupes sur la planète Plantagenêt II et devient stérile. En 1701 E.G., Masaï Laïbon retrouve la trace des défenses sur la planète Belamon XI, chez une artiste aveugle douée de précognition. Masaï Laïbon entend les prédictions d'Yeux-de-feu sur la destinée des Masaïs, puis la tue pour récupérer les défenses.
Faisant un point sur ses recherches, Duncan Rojas constate que les traces des défenses se perdent en 5732 E.G., à la mort de Tahiti Benoit, sur la planète Bartus III. Il décide donc d'interroger la conservatrice du musée de la planète, Hazel Guthridge et récupère un fichier vidéo de toutes les collections du musée qui lui indiquent où se trouvent cachées les défenses. Lors d'une rencontre avec Bukoba Mandaka, Duncan Rojas apprend comment est mort l'éléphant du Kilimadjaro. En 1898 de l'ère chrétienne, Butamo, un Masaï, échappe à Shundi, le marchand d'esclave, et s'enfuit dans la forêt. Dans une clairière, il se retrouve face au grand éléphant et tire. L'éléphant s'écroule, juste après avoir gravement blessé Butamo. Peu de temps après, Rakanja, un pâtre masaï, arrive sur les lieux et jette la dépouille mortelle de Butamo dans une ravin. Shundi arrive, Rakanja lui vend les défenses, mais se fait tuer juste après. Par ses actes, Rakanja a déshonoré les Masaïs et profané la dépouille du grand éléphant, jetant un sort sur tous les Masaïs.
Sur Bartus III, Duncan Rojas retrouve les défenses dans le squelette d'un animal préhistorique, car elles avaient été prises pour des côtes. Bukoba Mandaka annonce alors à Duncan Rojas qu'il doit partir sur la Terre pour y accomplir le dernier rituel qui libérera les âmes des Masaïs. Une fois arrivés sur les pentes du Kilimandjaro, Duncan Rojas assiste au dernier rituel masaï, tandis que Bukoba Mandaka se suicide sous ses yeux.

## Personnages principaux
Les personnages sont classés par ordre alphabétique.
- Rakanja, Masaï qui a vendu les défenses du grand éléphant du Kilimandjaro à un marchand d'esclave ;
- Hilda Dorian, meilleure amie de Duncan Rojas, agent du service de sécurité de Wilford Braxton ;
- Masaï Laïbon (Chef des Masaïs en swahili), Masaï, il récupère les défenses sur une planète glaciaire en tuant son propriétaire ;
- Tembo Laïbon (Roi des Éléphants en swahili), Masaï, perd les défenses au jeu ;
- Bukoba Mandaka, dernier des Masaïs, recherche les défenses pour libérer son peuple d'une malédiction ;
- Leeyo Nelion, Masaï qui charge Tahiti Benoit de voler les défenses sur Winox IV ;
- Duncan Rojas, personnage principal du roman, agent de recherche et d'authentification pour les « Annales du Gros Gibier » de l'entreprise Wilford Braxton ;
- Sendeyo, mundumugu (sorcier) masaï qui prédit la malédiction du peuple masaï ;
- Jacob Thiku, homme politique kényan qui fait rapatrier les défenses du grand éléphant du Kilimandjaro au Kenya.

## Autour du roman

### Histoire des Masaïs
Au cours du roman, Mike Resnick rappelle au lecteur l'histoire des Masaïs, peuple insoumis qui n'eut jamais accès à des postes à responsabilité après l'indépendance du Kenya. L'auteur décrit également les traditions des Masaïs : les boissons coutumières faites de lait et de sang d'animaux, la circoncision des jeunes hommes comme rite de passage à l'âge adulte, les nombreux raids masaïs contre les tribus avoisinantes pour s'octroyer des femmes et du bétail, le refus des Masaïs de tuer des animaux et de trafiquer de l'ivoire, les croyances, etc.

### Univers de science-fiction
L'univers de science-fiction du roman de Mike Resnick se compose de petits détails de la vie quotidienne, comme des trottoirs roulants, des portes qui se dilatent pour s'ouvrir, des ordinateurs à commandes et réponses vocales qui peuvent enclencher un programme de « jugement de valeur », des restaurants chic dont le décor est un recréation de réalité virtuelle historique, de navigation bien sûr interstellaire, de reconnaissance de la rétine et de la structure osseuse des utilisateurs autorisés, et de musique toujours atonale. L'intérêt des romans « africains » de Mike Resnick réside toujours dans cette confrontation souvent fructueuse entre les éléments futuristes du décor et les ressorts culturels et historiques de l'intrigue.

### Images de la politique
L'univers de la politique est mis plusieurs fois à contribution tout au long du roman. Dans cinq chapitres, sur les douze qui composent le récit, Mike Resnick brosse un portrait peu flatteur des milieux politiques. Il aborde des thèmes comme la trahison et les manigances de cour au chapitre 3, la corruption et l'ambition frustrée des fonctionnaires d'État au chapitre 4, la manipulation des populations et les calculs purement politiques lors des campagnes électorales au chapitre 5, les décisions à caractère financier au mépris du patrimoine national au chapitre 6 et dénonce enfin le coût exorbitant en vie humaine du caprice irrationnel d'un tyran dans un régime autoritaire de type théocratique au chapitre 8.

## Classique de la science-fiction
Ce roman est considéré comme un grand classique de la science-fiction dans l'ouvrage de référence suivant :
- Lorris Murail, Les Maîtres de la science-fiction, Bordas, coll. « Compacts », 1993.

## Critiques spécialisées
- Philippe Curval, MAGAZINE LITTERAIRE, n° 290, 1991 ;
- ANTARES, Coll. « Antares (fanzine) », n°39/40, 1991.

## Éditions françaises
- Mike Resnick, Ivoire, traduit de l'américain par Luc Clarissimo, éditions Denoël, coll. Présence du futur, nos 519 & 520, 1991  (ISBN 2207305198)  (ISBN 2207305201) (réédition en 1998) ;
- Mike Resnick, Ivoire, traduit de l'américain par Luc Clarissimo, éditions Gallimard, coll. Folio SF, no 378, 2010  (ISBN 978-2070395873)